# 依田博
依田 博（よだ ひろし、1944年10月21日 - ）は、日本の政治学者。神戸大学名誉教授。京都女子大学教授。専門は、政治学・比較政治学。

## 経歴
東京都出身。1968年成蹊大学政治経済学部を卒業。1970年京都大学大学院法学研究科修士課程修了、1974年京都大学大学院法学研究科博士課程単位取得満期退学。
カルフォルニア工科大学客員研究員、ニュー・ハンプシャー大学客員研究員、在ウィーン日本大使館大使館付外交官等を経て神戸大学文化学部・同大学院総合人間科学研究科教授を歴任。2011年京都文教大学現代社会学部教授。2013年京都文教大学総合社会学部教授、京都文教大学人間学研究所所長。神戸大学名誉教授。

## 著書
- 『阪神・淡路大震災－行政の証言、そして市民』（共著）2000年3月、くんぷる
- 『紛争社会と民主主義』（単著）2000年4月、有斐閣

## 論文
- 「カンボジア憲法制定議会選挙－1993年 5月実施」（単著）1994年3月、日本選挙学会『選挙研究』No.9
- 「利益政治の構造」（単著）1994年11月、国際交流基金『国際交流』No.65
- 「地方政治家と政党」（単著）1995年5月、日本行政学会編『年報行政研究－地方自治のクロスロード』No.30
- 「阪神・淡路大震災と行政改革－自治体職員と住民」（単著）1996年3月、東京市政調査会『都市問題』第87巻第 3号
- 「境界問題（Boundary Problems）」（単著）1996年3月、奈良産業大学法学会『奈良法学会雑誌』第8巻第4号
- 「災害と行政」（単著）1997年1月、東京法令出版『月刊消防』第19巻第2号
- 「死と政治」（単著）1997年10月、"21世紀の関西を考える会"編『あうろーら』 9号
- 「内戦と選挙－ボスニア・ヘルツエゴビナの総選挙（1996年9月14日）」（単著）1997年10月、社会・経済システム学会『社会・経済システム』16号
- 「文化の競争：選挙デモクラシーの限界」（単著）1998年3月、飯田経夫・柏岡富英編『市場制度の動態』日文研叢書15（国際日本文化研究センター）
- 「民主主義とアメリカ社会」（単著）1998年3月、飯田経夫・柏岡富英編『市場制度の動態』日文研叢書15（国際日本文化研究センター）
- 「地方分権の組織論的検討と民主主義」（単著）1999年3月、兵庫県政学会『兵庫県政学』第5号
- 「カンボジア－国民国家のゆくえ」（単著）1999年7月、21世紀の関西を考える会『あうろーら』16号
- 「政治のリテラシ：性差と政治」（単著）1999年11月、社会・経済システム学会『社会・経済システム』第18号